# امتا (حوزه ویدهان سبها)
امتا (حوزه ویدهان سبها) (به انگلیسی: Amta (Vidhan Sabha constituency)) یک منطقهٔ مسکونی در هند است که در بنگال غربی واقع شده‌است.